# 前瞻學會
前瞻學會 (Foresight Institute) 是一家总部位于美國旧金山的非盈利研究机构，該機構的目的是促进纳米技术和其他新兴技术的发展，並將其應用於安全通用人工智慧、生物技术以及延長人類寿命。前瞻學會的创始人之一，K·埃里克·德雷克斯勒因其在纳米技术方面的立场而受到批评。

## 历史
前瞻學會由Christine Peterson、  K·埃里克·德雷克斯勒和James C. Bennett于1986年创立，旨在支持纳米技术的发展。一開始该研究所的许多成员来自L5 Society，他们希望组建一个更专注于纳米技术的小型团体。 1991年，前瞻學會在科技企业家米奇·卡普爾的资助下创建了两个附屬组织；分子制造研究所和技术宪法问题中心。 1990年代，前瞻學會資助了一些纳米技术研究者。 1993年，前瞻學會创立了以物理学家理查德·费曼命名的费曼纳米技术奖。

## 外部鏈接
- 官方网站